# 羊群庙
羊群庙，又名“会和寺”，位于内蒙古自治区锡林郭勒盟正蓝旗桑根达来镇，是一座藏传佛教格鲁派寺院。

## 简介
羊群庙即“会和寺”，是锡林郭勒盟知名庙宇之一，遗址位于今207国道178Km处。
羊群庙原来的建筑为二层，有正殿、偏殿、房数间，正殿为琉璃瓦顶，喇嘛众多。该庙是牧民们朝拜之所。羊群庙曾为中共领导下的明太旗政府驻地。中华人民共和国成立后，在羊群庙设立供销社、粮站等单位，保障物资供给。
文化大革命时期，羊群庙被红卫兵以“破四旧，立四新”为由破坏。到2008年时，旧址仅余千年古树一棵，直径大约一米多，外形如伞盖，盘曲如虬龙。据说，当地牧民每逢子女或牲畜生病，均往这棵神树上挂哈达或红布，以驱病，保佑康复。